# 파이어 앤 포겟

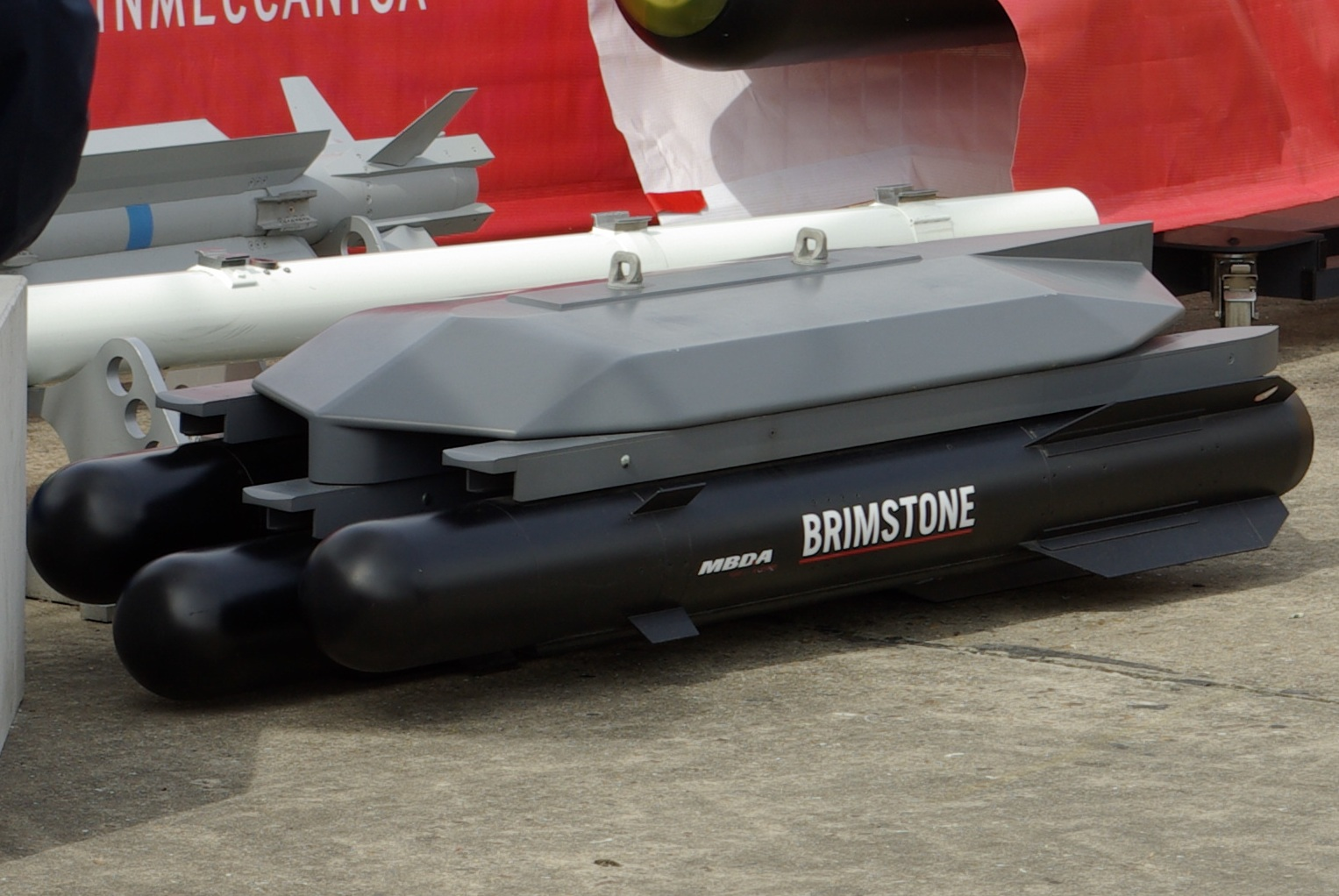

파이어 앤 포겟(영어: fire-and-forget)은 3세대 미사일 유도 방식이다.

## 대전차 미사일
대전차 미사일의 1세대는 MCLOS(Manual Command to Line of Sight) 방식을 사용한다. 사람이 직접 가시거리에서 조준해서 쏘는 비유도 방식이다. AT-3 새거가 이 방식을 사용한다.
2세대는 SACLOS 방식을 사용한다. 유선으로 유도해서 목표물에 명중할 때까지 사람이 끝까지 유도해 조종하는 방식이다. 미국의 BGM-71 토우 미사일이 세계에서 가장 많이 팔렸다.
3세대는 파이어 앤 포겟으로서, 발사버튼만 누르고 나면, 사람이 더는 미사일을 유도하지 않는다. 자동으로 목표물을 찾아가서 명중한다. 미국의 재블린 미사일, 소련의 비키르 미사일, 독일의 PARS 3 LR, 이스라엘의 LAHAT, 스파이크 대전차미사일, 인도의 Nag가 3세대 대전차 미사일이다.

## 공대공 미사일
공대공 미사일의 경우 반능동 형식인 AIM-7과 R-27에서 AIM-120과 R-77로 세대교체되었다.
IR 추적 미사일의 경우도 파이어 앤 포겟이라고 할 수 있다.
중거리 공대공 미사일을 사용하는 4세대 전투기들은 대부분 조준한 적을 향해 미사일을 발사하고 기수를 돌려, 도망치거나 다수의 적을 상대하는 것 등이 가능하다. 그것은 공대공 미사일에 내장된 시커로 자동추적됐기 때문였다.

### JNAAM(Joint New Air-to-Air Missile) 미사일
JNAAM 미사일은 일본과 영국이 공동개발하는 차기 공대공 미사일 프로젝트이다. 양국이 보유한 최신형 공대공 미사일의 기술을 협력하여 차세대 미사일을 개발하는 것이 목표이다.
현재 개발 및 생산하고 있는 유럽의 MBDA 미티어 미사일은 이전 세대 미사일인 R.530이나 미카에 비해 사용국/플랫폼이 적다는 문제를 가지고 있다. 영국과 일본이 공동개발하여 좀 더 다양한 기종에 인티된 차세대 공대공유도탄을 개발하고자 하는 것이다.

#### JNAAM 미사일의 양국 개발 참여 지분
| 참여국   | 영국          | 일본      |
| -------- | ------------- | --------- |
| 기반     | 미티어 미사일 | AAM-4B    |
| 주요기술 |               | 소형 시커 |
|          |               |           |

#### JNAAM의 예상 스펙
- 제조 : MBDA/BAE, 미쓰비시 전기
- 실전배치 : 2024년 개발 완료 예정
- 탄두 : HE 파편 효과 폭발형
- 유도방식 중간: INS + COLOS ( 관성 · 지령 유도), 종말: 액티브 레이더 호밍 ( Active Rader Homing , ARH )
- 사거리 : 공식 100km 이상
- 속도 : 마하 4~5

## 같이 보기
- 관성 항법